# 卢西亚娜·奥特塔维亚妮
卢西亚娜·奥特塔维亚妮（義大利語：Luciana Ottaviani，1967年8月8日—），艺名杰西卡·摩尔（義大利語：Jessica Moore），是活跃于1986年到1989年意大利息影女演员，她主要出演色情电影和恐怖电影。她最知名的角色是喬·達馬托导演的电影《情欲11日》Eleven Days, Eleven Nights（1987）、《情欲11日2》Top Model（1988）里作家、社会评论家莎拉·阿斯普隆（Sarah Asproon）一角。在意大利，她有时称为吉尔达·杰尔马诺（Gilda Germano）。

## 早年
1967年8月8日她出生在意大利乌尔比诺，后来移居佩萨罗。

## 演艺生涯
从1986年到1989年，她大约出演了十部电影。
她以偶然的机遇进入电影圈，Pamela Prati和她的模特经纪公司把她介绍给乔·达马托。她以自己的本名卢西亚娜·奥特塔维亚妮在《尼僧白书》（1986）扮演配角乌苏拉。她的成名作是第二次与乔·达马托合作，参演电影《情欲11日》（1987），她在其中扮演了主角莎拉·阿斯普隆，一个放荡的作家。第二年，她在续集《高级模特》（Top model）继续扮演莎拉·阿斯普隆。她继续在恐怖片中出演配角直到1989年，随后退出电影业。

## 作品

### 电影
- 《尼僧白書》Convent of Sinners (1986)
- 《情欲11日》Eleven Days, Eleven Nights (1987)
- 《情欲11日2》Top model (1988)
- 《光的反射》Riflessi di luce (1988)
- 《别怕玛莎阿姨》Non aver paura della zia Marta (1988)
- 《罪恶鬼堡》Sodoma's Ghost (1988)
- Escape from death (1989)
- Violence selz (1989)
- 《大脑中的猫》A Cat in the Brain (1989)（只有存档画面）

### 电视剧
- 《卡萨诺瓦》Il Veneziano - Vita e amori di Giacomo Casanova (1986) – 电视电影（署名吉尔达·杰尔马诺）
- Indietro tutta! (1987/1988)
- Cheeeese (1988) – 电视电影
- Classe di ferro (1989) - 电视电影（署名吉尔达·杰尔马诺）

## 传记资料
- Gomarasca, Manlio. . Nocturno Cinema. December 1996, 2: 52–54.
- Gomarasca, Manlio; Pulici, Davide. . Milan: Media Word. 1999: 157–162.
- Lupi, Gordiano. . Mondo Ignoto. 2004. ISBN 88-89084-49-9.
- Joe D'Amato (director).  (DVD). Italy: CG Home Video S.R.L. July 13, 2010  [2022-07-10]. （原始内容存档于2022-07-17）.